# Alfonso Alexander Hernández
Alfonso Alexander Hernández (25 de noviembre de 1911-17 de marzo de 2003) fue un médico veterinario mexicano. Varios pabellones quirúrgicos en México llevan su nombre a manera de homenaje: el de la Primera Escuela de Medicina Veterinaria y Zootecnia del estado de Zacatecas y -por ser fundador de la enseñanza quirúrgica moderna- el pabellón de cirugía de la Facultad de Medicina Veterninaria y Zootecnia de la Universidad Nacional Autónoma de México.

## Historia
Nació en la ciudad de Querétaro, México. En 1931 ingresó a la Escuela Médico Militar Veterinaria para formarse como profesional. Terminó la carrera en la Universidad Nacional Autónoma de México, en 1936 con la tesis: Contribución al estudio del derriengue en México (rabia paralítica en bovinos) donde, por primera vez en el mundo se demostró que el agente etiológico de la enfermedad era el mismo virus de la rabia.
Ingresó como maestro a la Facultad de Medicina Veterinaria y Zootecnia en 1945, donde modificó el desarrollo de la enseñanza quirúrgica al separar las cátedras de Técnica y Terapéutica; modelo que fue implementado después en la mayoría de las escuelas de medicina veterinaria de la época.
Tras 125 años de la profesión, en México, fue el primero en escribir un libro sobre técnica quirúrgica en animales el cual llegó a su sexta edición en 1986. Amante de la cirugía como era, tenía una especialización en Salud pública por la Universidad de Míchigan, Estados Unidos (1943) y otra en Cirugía, zootecnia e industria animal por la misma universidad (1944).
Alfonso Alexander Hernández luchó incansablemente por dar a su profesión el lugar que le corresponde. En 1945, logró que se agregara la palabra Zootecnista al título de Médico Veterinario, hecho que fundamentó en su conferencia magistral Análisis y autocrítica de la profesión cuya última edición se publicó en 1985. En 1969, escribió el primer Juramento Profesional de la carrera que fue aprobado por el H. Consejo Técnico de la Facultad de Medicina Veterinaria.
En la UNAM fue profesor numerario, por oposición, de las cátedras: Técnica quirúrgica, Terapéutica quirúrgica y Zootecnia de cánidos y pequeñas especies, materia que fundó en 1956. Fue Jefe de cirugía (1946-1971)y Consejero Universitario Propietario (1966-1970). Fundó el primer ejido ganadero productor de leche El retablo (1963), tras convencer a los ejidatarios de transformar sus cultivos agrícolas en productos de valor comercial como la leche. Logró aumentar la superficie de cultivo de plantas forrajeras y seleccionó el ganado. El modelo tuvo tanto éxito que fue replicado en diversas regiones del país. Fue, además, escenario de innumerables cátedras sobre bovinos.
Activista y amante incansable de su profesión, maestro dedicado, transformador de conciencias, a 100 años de su nacimiento Alfonso Alexander Hernández se ha ganado un espacio en la historia de la Medicina Veterinaria y Zootecnia de México.